# Miscelánea Turolense
Miscelánea Turolense fue una revista editada en Madrid entre 1891 y 1901.

## Descripción
Fue fundada por el escritor, periodista e historiador Domingo Gascón y Guimbao. Publicada a lo largo de una década, entre 1891 y 1901, en la ciudad española de Madrid, la revista estaba concebida como un escaparate de la provincia de Teruel. Incluyó artículos de botánica, entre otras muchas materias. Parte de sus ilustraciones corrieron a cargo de Teodoro Gascón. También participó en sus páginas Salvador Gisbert.